# Iglesia de San Antonio de Padua (Capilla del Monte)
La Parroquia de San Antonio de Padua es la iglesia principal de Capilla del Monte, Córdoba, Argentina.

## Historia

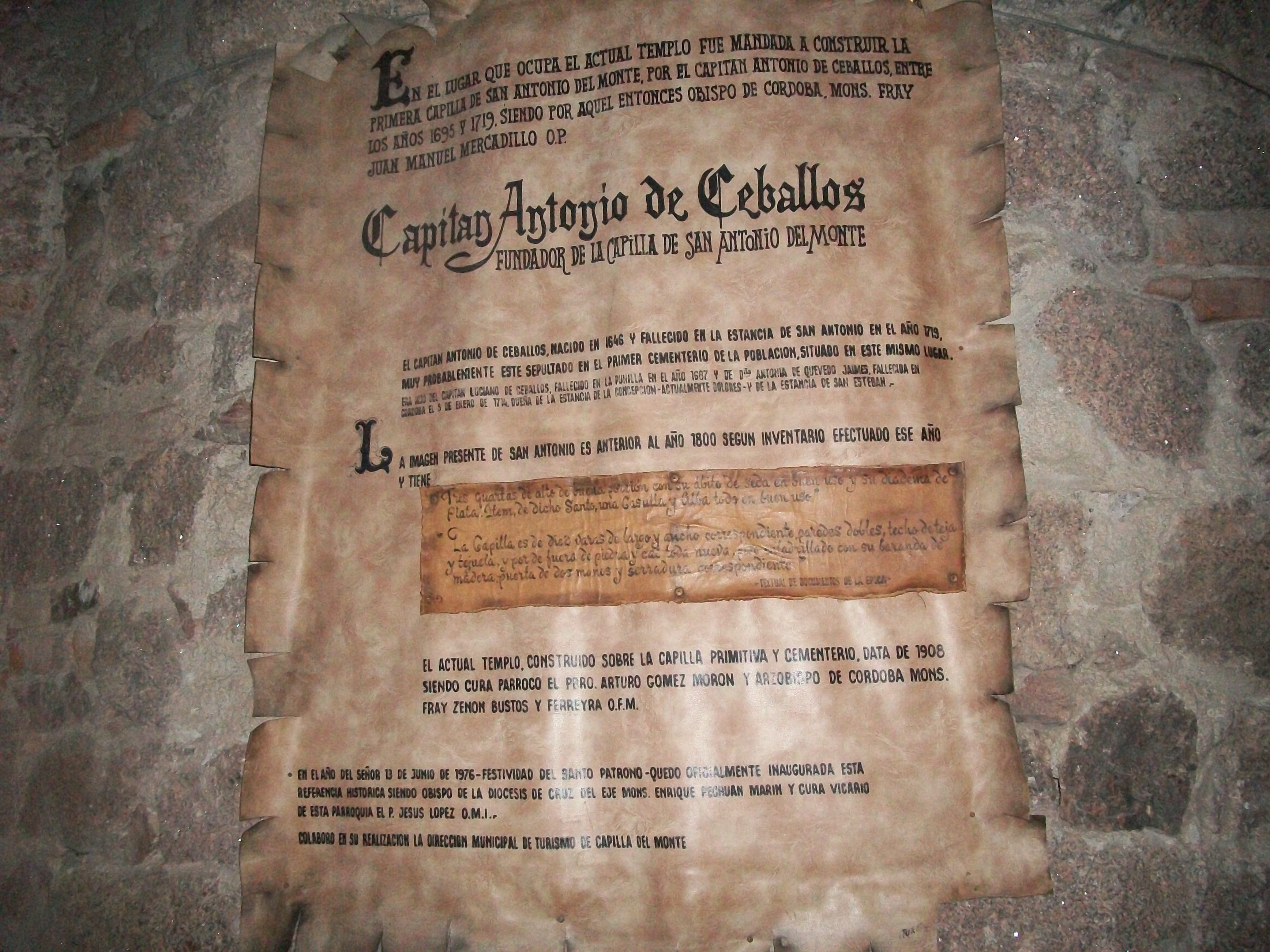
Placa con la historia de la iglesia.

La mando a construir el capitán Antonio de Ceballos entre los años 1695 y 1719, primero fue una capilla y en 1908 sobre el antiguo edificio y cementerio de construyó la actual siendo su primer sacerdote Arturo Gómez Morón y arzobispo de Córdoba Mons. Fray Zenón Bustos.